# بيلي أشكروفت
بيلي أشكروفت (بالإنجليزية: Billy Ashcroft)‏ هو لاعب كرة قدم بريطاني في مركز قلب الدفاع، ولد في 1 أكتوبر 1952 في ليفربول في المملكة المتحدة. لعب مع تفينتي أنشخيدة ونادي ترانمير روفرز ونادي ريكسهام ونادي ميدلزبره.